# Де Энрикес, Фиоре
Фиоре де Энрикес (итал. Fiore de Henriquez; 20 июня 1921 Триест, Италия — 5 июня 2004) — скульптор итальянско-британского происхождения.

## Личная жизнь и образование
Де Энрикес родилась в Триесте. По отцовской линии она была потомком испанского рода Габсбургского двора в Вене; ее дед и двоюродные дяди служили вице-адмиралами в австро-венгерском флоте. Ее мать была турецко-русского происхождения У нее был старший брат Диего, который основал Военный музей в Триесте. Де Энрикес училась в Венецианской академии изящных искусств у Артуро Мартини.
В подростковом возрасте она была членом Фашистского молодежного движения, но во время Второй мировой войны стала работать с партизанским движением и помогала сопровождать еврейских беженцев в безопасное место. Частично это произошло из-за того, что в 1935 году ее отца объявили антифашистом за то, что он отказался итальянизировать свою фамилию.
В 1949 году она уехала из Италии в Англию и в 1953-м стала гражданкой Великобритании, где и прожила большую часть оставшейся жизни. Однако Де Энрикес также часто посещала родину, Италию. В 1966 году Фиоре купила разрушенную деревушку Перальта в Тоскане и много времени потратила на ее восстановление как арт-пространство для проживания художников.
Де Энрикес была интерсекс-человеком с гениталиями промежуточного типа и заявила по этому поводу, что «горда быть гермафродитом» и «двумя людьми в одном теле». В 1940-х годах у неё были непродолжительные отношения с немецким художником Куртом Крамером, но большая часть её романтических и сексуальных отношений была с женщинами. Де Энрикес повлияла на необычный стиль одежды; В своих дневниках Кристофер Ишервуд описывал её как «одетую, как крестьянин из «Сельской чести», и объявившую, что она любит всю жизнь».

## Карьера
В 1947 году, во Флоренции, состоялась  её дебютная выставка. В 1950 году, после переезда в Великобританию она выставлялась в Королевской академии художеств. В 1951 году она создала работу, посвященную Фестивалю Британии, за что получила гонорар в размере £4000. С конца 1950-х до 1975 года она проводила несколько месяцев в году, путешествуя по Северной Америке, работая и читая лекции. Также у неё проходили личные выставки в Риме в 1975 и 1983 годах.
Де Энрикес создала портретные скульптуры самых разных людей, включая Игоря Стравинского, Марго Фонтейн, Огастеса Джона, Питера Устинова, Джона Кеннеди, Вивьен Ли, Королевы-матери, Опры Уинфри и Лоренса Оливье. К концу 1970-х она начала путешествовать по Восточной Азии и выполняла заказы клиентов в Японии и Гонконге. Она создала около 4000 портретов в период с 1948 года до своей смерти в 2004 году. Она также работала в других направлениях скульптуры, таких как фонтан в виде дельфинов, который был установлен во дворе Всемирной организации интеллектуальной собственности в штаб-квартире в Женеве.
Гендерная идентичность Де Энрикес во многом повлияла на ее работу, в виде повторяющихся мотивов парных голов, соединенных фигур и двусмысленных мифологических существ. Большая часть ее ранних работ была в примитивном стиле. С начала 1960-х годов ее дружба со скульптором-кубистом Жаком Липшицем побудила ее экспериментировать с более свободными формами.